# أزمة ميزانية كاليفورنيا 1992
بدأت أزمة ميزانية كاليفورنيا في 1 يوليو 1992، عندما فشل المجلس التشريعي لولاية كاليفورنيا والحاكم بيت ويلسون في تمرير الميزانية بحلول الموعد النهائي الدستوري،  وانتهت الأزمة بعد 63 يومًا.  نفدت الاحتياطيات النقدية لحكومة الولاية في 2 يوليو وبدأت في دفع رواتب الموظفين والمقاولين بسندات دين،  والتي وافقت البنوك الكبرى على احترامها في الوقت الحالي.  بعد فترة من المفاوضات، اتفق المجلس التشريعي والمحافظ على ميزانية تقشفية بقيمة 54.7 مليار دولار مما أدى إلى خفض مدفوعات الاستحقاقات والخدمات العامة. ومع ذلك، تركت هذه الميزانية احتياطيًا نقديًا قدره 435 مليون دولار فقط، مما دفع الخبراء إلى التحذير من الحاجة المحتملة لمزيد من التقشف وانتقاد الصفقة التي فشلت في معالجة المشاكل الهيكلية للولاية، مثل تأثير الاقتراح 13 على الحد من قدرة الحكومة على رفع الضرائب العقارية. 